# Shy Ely
Shyron Quonell Ely, detto Shy (Washington, 16 luglio 1987), è un cestista statunitense, professionista nella NBDL e in Europa.
È il fratello di Shyra Ely.

## Palmarès
- Campione NBDL (2011)